# Catherine Opie
Catherine Opie (Sandusky, 1961) es una fotógrafa estadounidense. Reside y trabaja en West Adams, en Los Ángeles, y es profesora titular de fotografía en la Universidad de California en Los Ángeles (UCLA). Estudia las relaciones entre la sociedad dominante y la minoritaria, poniendo gran énfasis en la identidad sexual, especializándose en fotografía de retratos, estudios y fotografía de paisajes. A través de la fotografía, Opie documenta las conexiones entre el individuo y el espacio habitado. Es reconocida por sus retratos que explora la comunidad lesbiana (butch y femme, leather) de Los Ángeles.

## Trayectoria
Desde muy joven, Opie estuvo influenciada por el fotógrafo Lewis Hine. A los nueve años le regalaron una cámara Kodak Instamatic e inmediatamente comenzó a hacer fotografías de su familia y su comunidad. Pasó su primera infancia en Ohio. Realizó un Máster en Bellas Artes en el Instituto de las Artes de California en 1988. El proyecto de su tesis (1986–88) examinó las comunidades urbanizadas de Valencia, California, desde las construcciones y los esquemas de publicidad hasta las regulaciones para propietarios y los interiores de las viviendas de los residentes.
En 1988, Opie se trasladó a Los Ángeles e inició su carrera artística. Para poder mantenerse económicamente, aceptó un trabajo como técnica de laboratorio en la Universidad de California en Irvine. Opie y su compañera, la pintora Julie Burleigh, realizaban talleres en el patio de su casa en South Central de Los Angeles.
Opie estuvo en el primer Consejo de Artistas del Museo Hammer, (realizaron una serie de reuniones con comisarios y administradores de museos) y formó parte de la junta de supervisores. Junto con sus compañeros artistas John Anthony Baldessari, Barbara Kruger y Edward Ruscha, fue miembro de la junta del Museo de Arte Contemporáneo de Los Ángeles. En 2012, ella y los demás artistas renunciaron. Sin embargo, se unieron al comité de selección del nuevo director, tras la renuncia de Jeffrey Deitch en 2013. Opie volvió para apoyar al nuevo director, Philippe Vergne, en 2014. También forma parte del consejo de la Fundación Andy Warhol.
Junto con Richard Hawkins, Opie comisarió una exposición del fallecido artista Tony Greene en la Whitney Biennial 2014 en Nueva York.

## Obra artística
La obra de Opie se caracteriza por una combinación de inquietudes formales, una variedad de tecnologías de impresión, referencias a la historia del arte y comentarios sociales y políticos. Ofrece una mezcla entre fotografía tradicional y temas no convencionales. Por ejemplo, explora la abstracción en el paisaje con respecto a la ubicación de la línea del horizonte en la serie Icehouses (2001) y Surfers (2003). Ha imprimido fotografías utilizando chromochrome, iris, polaroids y fotograbado plateado. Sus ejemplos de referencias de la historia del arte incluyen el uso de fondos de colores brillantes en los retratos que hacen alusión a la obra de Hans Holbein, y los retratos frontales de cuerpo completo que hacen referencia a August Sander. 
Su trabajo en la década de 1990 podría estar relacionado con las tradiciones del arte renacentista y barroco: ubicar los elementos en el centro de la composición, utilizando una fuente de luz clara y dramática, permitiendo que estos queden frente a suntuosos fondos. Las imágenes de Opie transmiten un tono más agresivo. A través de sus imágenes muestra temas y/o iconos que han sido contemplados a lo largo de la historia. El uso de ciertos símbolos hace que estos retratos estén al margen de cualquiera de sus obras anteriores. En los retratos de Opie de 2012, la imagen del David, utiliza sangre. El simbolismo utilizado en este trabajo se reconoce como una declaración recurrente para Opie, personal y alegóricamente. Estas imágenes transmiten referencias simbólicas a la celebración, abrazando y recordando el cambio y la relación personal con el cuerpo. 
A diferencia de otros artistas, Opie basa su trabajo en relaciones personales, significados e historias; desafortunadamente, este precedente da la posibilidad de leer estas imágenes fuera del contenido íntimo. La mayor parte del trabajo de Opie se asienta en esta comunidad muy personal, permitiendo percepciones selectivas. Mientras algunos espectadores no entienden ciertas alegorías y símbolos dentro de su trabajo, las personas que conocen bien el trabajo de Opie pueden identificar afirmaciones conceptuales o metafóricas específicas dentro de las propias imágenes. Cuando estas imágenes exigen que se lean como alegorías, el aspecto performativo de este trabajo difiere del trabajo anterior que Opie ha producido. 
El trabajo anterior de Opie se basa más en la fotografía documental que en la alegórica, pero aun así proporciona una relación clara con su investigación y el uso de una poderosa iconografía a lo largo de los años. Un tema social y político común en su trabajo es el concepto de comunidad. Opie ha investigado aspectos de la comunidad, haciendo retratos de muchos grupos, incluida la comunidad LGBT, surfistas y más recientemente jugadores de fútbol de secundaria. Opie está interesada en cómo las identidades son moldeadas por nuestra arquitectura circundante. Su trabajo se basa en su identidad como lesbiana. Sus obras equilibran lo personal y lo político. Sus retratos asertivos traen a los queers a la vanguardia que normalmente les silencia por las normas sociales imperantes.
Opie se dio a conocer por primera vez con Being and Having (1991) y Portraits (1993–1997), que retratan comunidades queer en Los Ángeles y San Francisco. Ser y tener contempla el retrato exterior de la masculinidad y es una referencia al retrato de los maestros antiguos del siglo XVII. Transmitía fuertes ideales y percepciones basadas en las personas de la comunidad LGBT, haciendo referencia al género, la edad, la raza y la identidad. Toda la identidad circundante construida. Estas obras juegan igual manera con los aspectos performativos y el juego. Se entienden como iconografía en sí mismas. 
Opie se remite a problemas de visibilidad, donde la referencia a pinturas renacentistas en sus imágenes declara a los individuos como santos o como personajes caricaturescos.Los retratos de Opie documentan, celebran y protegen a la comunidad y a los individuos en los que fotografía. En Portraits (1993-1997) presenta una variedad de identidades entre la comunidad queer, como drag kings, travestis y transexuales F-to-M. Durante su estancia en Los Ángeles se centró en gran medida en el entorno que la rodeaba para sus trabajos Casas, autopistas y centros comerciales pequeños. Las casas (1995–1996) cambia hacia la arquitectura de interiores a través de retratos de Beverly Hills y Bel Air. Freeways (1994–1995) muestra el sistema de carreteras de Los Ángeles en blanco y negro, que era exclusivo de su estilo habitual. Con Mini-malls (1997–1998) concluyó sus trabajos sobre imágenes icónicas de la cultura de Los Ángeles mediante la representación de carteles y la identificación de varios grupos étnicos en centros comerciales. 
Esta serie enfocada en Los Ángeles provoca su siguiente proyecto en curso American Cities (1997-presente), que es una colección de fotografías panorámicas en blanco y negro de ciudades estadounidenses por excelencia. Esta serie es similar a un trabajo anterior de ella, Domestic (1995–1998) que documentó su viaje de 2 meses en RV, retratando a familias de lesbianas que realizan actividades cotidianas en el hogar en todo el país.
Inspirándose en la fotografía transgresora de Robert Mapplethorpe, Nan Goldin y los radicales sexuales, que proporcionó un espacio para liberales y feministas, Opie también ha explorado temas controvertidos e imágenes en su trabajo. En sus fotografías de O folio-6 de 1999, Opie fotografió imágenes pornográficas de S-M que tomó anteriormente para la revista On Our Backs, pero como primeros planos extremos. 
La primera película de Opie, The Modernist (2017), es un homenaje al clásico de 1962 del cineasta francés Chris Marker, La Jetée. Compuesta en su totalidad por imágenes fijas, esta película tiene a Pig Pen (también conocido como Stosh Fila), un artista de performance, como un protagonista. El modernista ha sido descrito como una oda a la ciudad en la que tiene lugar, Los Ángeles, pero también se considera que cuestiona el legado del modernismo en Estados Unidos.

## Publicaciones
- Autopistas Museo de Arte Contemporáneo, Los Ángeles.
- Catherine Opie, ensayos de Kate Bush, Joshua Decter y Russell Ferguson. La galería de fotógrafos, Londres.
- Catherine Opie: Entre aquí y allá. Saint Louis, MO: Museo de Arte de Saint Louis, 2000. Con un ensayo de Rochelle Steiner. Catálogo de la exposición.
- Catherine Opie. La galería de fotógrafos, Londres, 2000.
- Catherine Opie: Skyways y casas de hielo. Walker Art Center 2002.
- 1999 / En y alrededor de casa. El Museo de Arte Contemporáneo Aldrich, Ridgefield, CT, y el Museo de Arte del Condado de Orange, Newport Beach, CA, 2006.
- Chicago (ciudades americanas), curada por Elizabeth TA Smith, publicada por el Museo de Arte Contemporáneo, Chicago, 2006.
- Catherine Opie: una fotógrafa estadounidense. Museo Guggenheim, Nueva York, NY, 2008.
- "Catherine Opie" Esto no debe ser visto. Morse, Rebecca. Museo de Arte Contemporáneo, Los Ángeles, CA, 2008.
- Catherine Opie: Vacía y llena, Molesworth, Helen, ed. Hatje Cantz, Stuttgart, 2011.
- 700 Nimes Road, Catherine Opie, con ensayos de Hilton Als, Ingrid Sischy, Prestel, Munich, 2015.
- Catherine Opie: vigilando el mundo. Buchhandlung Walter König, König, 2017.[25]

## Exposiciones
- Catherine Opie, la galería de fotógrafos, Londres; Museo de Arte Contemporáneo, Chicago.
- Catherine Opie: fotógrafa estadounidense, Museo Guggenheim, Nueva York, 26 de septiembre de 2008 - 7 de enero de 2009. Incluía un catálogo de exposiciones enciclopédicas de las casi 200 obras de Opie desde 1988, divididas en dos secciones: retratos y paisajes.
- En algún lugar del medio, 2011. Instalación permanente en la clínica Cleveland Hospital Hillcrest . El trabajo original se creó para atraer a los visitantes, empleados y pacientes del hospital durante los momentos difíciles de su vida.[26]
- Catherine Opie: Empty and Full, Instituto de Arte Contemporáneo, Boston, 2011.[27]
- Catherine Opie: Retratos y paisajes, Wexner Center for the Arts, Columbus, 2015.[28]
- Catherine Opie: 700 Nimes Road, The Museum of Contemporary Art, Los Ángeles, 2016.[29]
- Catherine Opie: La modernista. Regen Projects, Los Angeles, 2018.[30]
- Catherine Opie: vigilando el mundo, Henie Onstad Kunstsenter, 6 de octubre de 2017 - 7 de enero de 2018.[25]

## Premios
- Premio Citibank Private Bank Emerging Artist (1997).[31]
- Washington University Freund Fellowship (1999), para apoyar la adquisición y exhibición de arte contemporáneo en el Saint Louis Art Museum y la enseñanza de arte contemporáneo en la Washington University School of Art.
- Premio CalArts Alpert en las Artes (2003).[32]
- Premio Larry Aldrich (2004).[33]
- Premio a la Excelencia del Presidente del Instituto de Arte de San Francisco (2006).
- Beca de artista de Estados Unidos (2006).
- Grupo de mujeres para el arte : Premio del Presidente al logro de toda una vida (2009).[34]
- Archivos de la medalla de arte estadounidense (2016).[35]
- Miembro de la Academia Nacional (2016).[35][36]
- Beca Guggenheim de la Fundación John Simon Guggenheim Memorial (2019)[37][38]